# Region Cacheu
Cacheu ist eine Verwaltungsregion im Nordwesten von Guinea-Bissau. Sie grenzt im Norden an Senegal bzw. die Casamance, im Westen an den Atlantik, im Süden an die Region Biombo und im Osten an Oio. Ihre Hauptstadt ist Cacheu.
Nach offizieller Schätzung hatte die Region im Jahr 2004 etwa 165.000 Einwohner.

## Verwaltungsgliederung
Die Region Cacheu ist in sechs Sektoren untergliedert:
- Bigéne
- Bula
- Cacheu
- Caió
- Canchungo
- São Domingos